# Frans G. Bengtsson
Frans Gunnar Bengtsson (Tossjö, 4 ottobre 1894 – Ribbingsfors Manor nel nord del Västergötland, 19 dicembre 1954) è stato uno scrittore, poeta, saggista e biografo svedese.

## Biografia
Nato nella regione della Scania Bengtsson iniziò la sua carriera letteraria come poeta, debuttando con Tärningskast (Giocando a dadi) pubblicato nel 1923. In 1929 pubblicò una collezione di saggi dal titolo Litteratörer och Militärer (Scrittori e Guerrieri) con i contributi di François Villon, Walter Scott, Joseph Conrad, e Stonewall Jackson. I suoi saggi trattano prevalentemente temi letterari e storici.
Nel 1932 pubblicò la sua opera magna: la biografia di Carlo XII (Karl XII:s levnad). La descrizione re è fatta attraverso estratti dai diari degli ufficiali e dei soldati suoi contemporanei e dalle numerose citazioni in altre opere letterarie. La biografia di Bengtsson è molto influenzata dalla biografia di Carlo XII scritta da Voltaire e pubblicata nel 1731, tredici anni dopo la morte del re.
Bengtsson disse: "Giovanna d'Arco, Carlo XII e Garibaldi sono le persone che mi piacerebbe incontrare - per loro, la verità era più importante degli intrighi".

## Vita privata
Bengtsson sposò Gerda Fineman nel 1939. Si iscrisse all'Università di Lund nel 1912 laureandosi nel 1930 in letteratura inglese.